# Калаврита (дим)
Кала́врита (греч. Δήμος Καλαβρύτων) — община (дим) в Греции в северной части полуострова Пелопоннеса. Входит в периферийную единицу Ахею в периферии Западной Греции. Население 11 045 жителей по переписи 2011 года. Площадь 1058,147 квадратного километра. Плотность 10,44 человека на квадратный километр. Административный центр — Калаврита. Димархом на местных выборах 2014 года избран Еорьос Лазурас (Γεώργιος Λαζουράς).
В 2011 году по программе «Калликратис» к общине Калаврите присоединены упразднённые общины Ароания, Клитория и Паос.
Совпадает с епархией Калавритой по административному делению 1833 года.

## Административное деление

Административное деление общины:
1 — Калаврита
2 — по часовой стрелке снизу: Паос, Ароания, Клитория

Община (дим) Калаврита делится на 4 общинные единицы.